# Ленка Дунђерски
Јелена Ленка Дунђерски (Србобран, 21. новембар 1870 — Беч, 21. новембар 1895) била је ћерка Лазара Дунђерског, имућног Србина у Војводини, великог произвођача и трговца житом и добротвора, чија породица води порекло из Гацка у Херцеговини.
Мезимица и понос своје богате и угледне породице, Ленка је била лепа девојка плавих очију, висока и складна, која је добро знала неколико језика, свирала клавир, много путовала. Лаза Костић и Ленка Дунђерски први пут су се срели 1891. године у Челареву (некада Чиб), кад је она имала 21, а он 50 година. Током наредне четири године често су проводили време заједно. Костић је по доласку из Цетиња често одседао код њих у породичном дворцу Дунђерском и хотелу Краљица Јелисавета. Између њих се родила љубав, али је Костић одлучио да се повуче, најпре у манастир Крушедол, а затим се, на предлог Ленкиног оца, оженио Јулијаном Јулчом Паланачки из Сомбора. Ленка је умрла изненада од тифусне грознице 21. новембра 1895. године у Бечу на дан свог 25. рођендана. Није била удата и није имала децу.
Сахрањена је у Србобрану, у крипти породичне капеле Свети Ђорђе.
После смрти Лазе Костића објављен је део рукописа његовог Дневника снова, у којем је описао доживљаје своје унутрашње личности, чија је главна јунакиња била Ленка. У дневнику је писац открио да је Ленка била инспирација за његову најлепшу љубавну песму Santa Maria della Salute. Своје снове почео је да бележи тек 1903. године, осам година након њене смрти, а исто толико био је ожењен Јулијаном. Према записима из његовог дневника, Ленка за њега никад није била „сасвим мртва”.
Новембра 2022. у родном Србобрану подигнут јој је споменик.